# 都市伝説なんかブッとばせ 悶絶!リサーチワゴン
『都市伝説なんかブッとばせ 悶絶!リサーチワゴン』（としでんせつなんかぶとばせ もんぜつリサーチワゴン）とは、GyaOのバラエティchで2006年9月8日から放送されていたスピードワゴンの冠番組。2007年9月29日に放送終了。

## 概要
- 都市伝説や科学では解明できない謎を扱うリサーチ会社という設定。
- 出演：スピードワゴン（井戸田潤・小沢一敬）、つぶやきシロー、田代さやか、チェン・チュー、島田秀平（号泣）。

## 放送内容
- 第1回放送（2006年9月8日更新）放送時間25分17秒

地下に潜む巨大白ワニを捕獲せよ Vol.1
知られざる首都移転の候補地を調査せよ Vol.1
- 第2回放送（2006年9月15日更新）放送時間25分12秒

地下に潜む巨大白ワニを捕獲せよ Vol.2
知られざる首都移転の候補地を調査せよ Vol.2
- 第3回放送（2006年9月22日更新）番組時間25分30秒

男女の初対面好感度チェック
美味いものが食べたきゃタクシーの運転手さんに聞け! Vol.1
- 第4回放送（2006年9月29日更新）番組時間23分32秒

幽霊は退治することが出来るのか
美味いものが食べたきゃタクシーの運転手さんに聞け! Vol.2